# Joaquim Felício dos Santos
Joaquim Felício dos Santos (Serro, 1 de febrer de 1828 — Diamantina, 21 d'octubre de 1895) va ser professor, jurista, periodista, historiador i polític brasiler. En 1890, va ser escollit el primer president del Senat Federal durant la República.[2]
Va començar els seus estudis al col·legi de Congonhas del Campo, Minas Gerais, i va formar-se a la Facultat de Dret de São Paulo. En la política, va defensar un mandat com diputat general durant el Segon Imperi (1864-1866), el qual no va concloure per protesta a la negació de seus vulguis polítics i un altre menjo senador (1891-1895) ja a la República Vella. Entre els seus diversos treballs, es troba el Projecte del Codi Civil Brasiler de 1882.
En 1860 va convertir-se en representant legal dels hereus de Chica da Silva en el procés per la possessió dels béns del contratador João Fernandes de Oliveira al Brasil. Poc temps després, va ser el primer escriptor a relatar la història de la que després seria popular Chica da Silva, a través del seu llibre Memòries del Districte Diamantí, llançat en 1868.
Va fundar en Diamantina, l'any 1860, el primer diari, "O Jequitinhonha", de tendència republicana de Minas Gerais, i va ser-ne l'editor fins a l'any de 1869. Entre les seves publicacions periòdiques, es destacava la novel·la Páginas da história do Brasil, escriptura l'any 2000, una impiedosa sátira contra la monarquia i l'emperador.
Les seves restes mortals van ser inhumades a Biribiri, districte de Diamantina, en una capella que avui es troba desactivada.

## Obra
- Projecte del Codi Civil Brasiler i Comentari, Rio: Laemmert, 1884
- Memòries del Districte Diamantí de la Comarca del Serro Fred, 4a edició, Belo Horizonte: Itatiaia, 1976